# Четиридесет и осми конгрес на Македонската патриотична организация
Четиридесет и осмият конгрес на Македонските патриотични организации (МПО) се провежда от 30 август до 1 септември 1969 година в Синсинати, Охайо, САЩ. За пореден път са отличени двете торонтенски организации МПО „Правда“ и МПО „Победа“, които правят дарения в размер 1500 долара в помощ на ЦК на МПО и 750 долара за фонд „Македонска трибуна“. Затова за пореден път им е връчено съюзното знаме.